# Jérôme Heldring

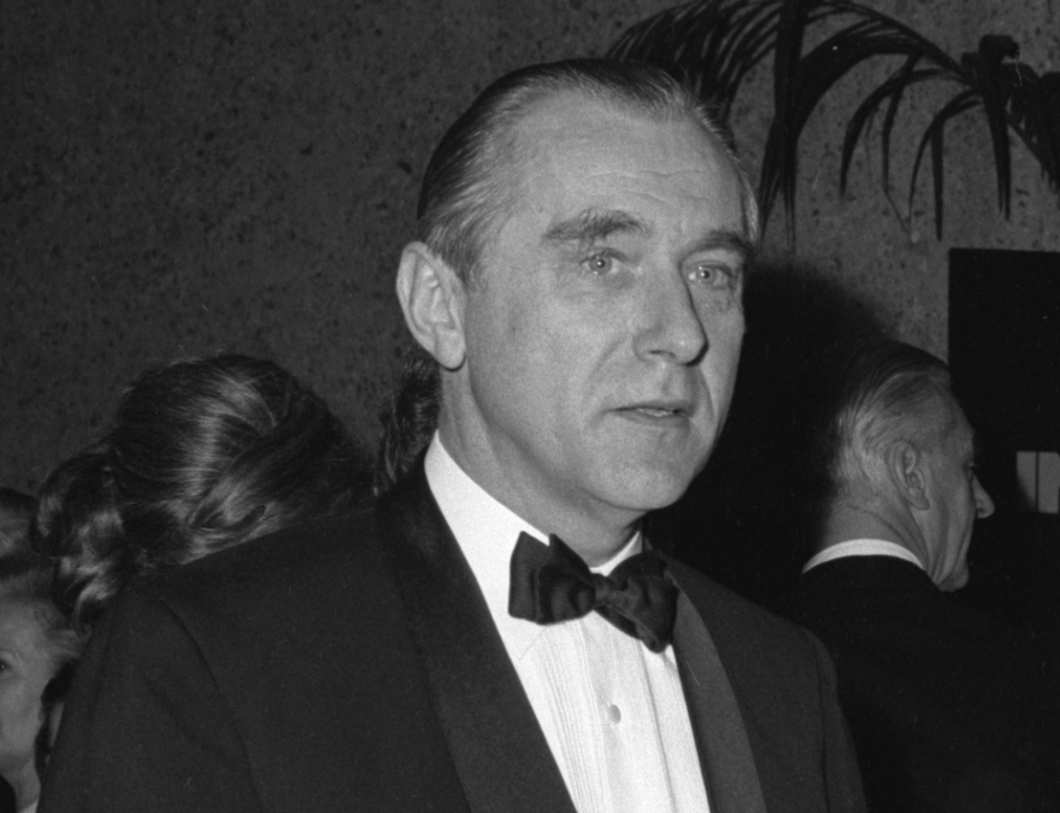
J.L. Heldring, 1969

Jérôme Louis Heldring (* 21. Dezember 1917 in Amsterdam; † 27. April 2013 in Den Haag) war ein niederländischer Journalist. Er war von 1968 bis 1970 Chefredakteur der Tageszeitung Nieuwe Rotterdamsche Courant und nach deren Fusion mit dem Algemeen Handelsblad zum NRC Handelsblad von 1970 bis 1972 einer von drei Chefredakteuren dieser Tageszeitung.

## Leben

### Hintergrund und Aufstieg zum Chefredakteur
Heldring wurde 1917 als Sohn eines wohlhabenden und einflussreichen Amsterdamer Reeders und einer Französin geboren. Trotz des frühen Todes seiner Mutter – sie starb, als er zehn war – blieb Französisch die Tischsprache im Hause seiner Eltern. Der jugendliche Heldring sympathisierte in den Jahren 1933 bis 1935 mit den (zu jener Zeit noch nicht antisemitischen) niederländischen Nationalsozialisten NSB, löste sich jedoch anschließend wieder von ihnen. Er studierte Jura an der Universität Leiden, wurde im August 1939 in die Armee einberufen und diente während des Einmarschs der Deutschen im Zweiten Weltkrieg im Mai 1940 bei der berittenen Artillerie.
Nach der Kapitulation der niederländischen Streitkräfte schloss Heldring sein Studium ab und arbeitete anschließend zunächst bei dem Leidener Verlag „Brill“. Im Juli 1945 begann er seine journalistische Laufbahn als Auslandsredakteur der Nieuwe Rotterdamsche Courant, die zu jener Zeit temporär Nationale Rotterdamsche Courant hieß (aufgrund des Erscheinens über 1942 hinaus war ein kurzzeitiges Erscheinungsverbot auf den gewöhnlichen Namen ausgesprochen worden). In den Jahren 1949 bis 1953 arbeitete Heldring in New York für das „Nederlands Informatie Bureau“, kehrte dann jedoch in die Niederlande zu seiner alten Zeitung zurück, da ihm die politische Berichterstattung mehr lag. 1958 wurde Heldring stellvertretender Chefredakteur und begann sich ab 1960 mit der Rubrik „Dezer Dagen“ einen zusätzlichen Namen zu machen. 1968 wurde er schließlich zum Chefredakteur ernannt.
Nach der 1970 erfolgten Fusion mit dem Algemeen Handelsblad zum NRC Handelsblad bildete Heldring zusammen mit Henk Hofland und André Spoor die dreiköpfige Chefredaktion. Heldring war ein Befürworter der umstrittenen Fusion gewesen, empfand sie dann jedoch als traumatisch, da sich die Redaktionskulturen der beiden Vorläuferzeitungen doch ziemlich unterschieden und die Demokratisierung der neuen Zeitung alle Prozesse verlangsamte. Letztendlich war er mit dem Resultat dann doch zufrieden, sah sich selbst allerdings mehr als reflektierenden denn organisierenden Redakteur. Heldring zog daraus die Konsequenzen und verließ die Zeitung im Jahr 1972; als Chefredakteur blieb im Laufe jenes Jahres alleine Spoor übrig. Heldring wurde Direktor bei der Nederlands Genootschap voor Internationale Zaken und behielt diese Position bis zu seiner Pensionierung im Jahr 1982.

### Von Heldring vertretene Positionen
Dem NRC Handelsblad blieb Heldring nach seinem Ausscheiden aus der Chefredaktion als Kolumnist erhalten. Er hat seitdem bis in das 21. Jahrhundert hinein weiter für diese Zeitung geschrieben, womit er zu den dienstältesten Journalisten der Niederlande gehört.
Seine scharfzüngigen Kommentare gehen mit dem Selbstbild als unabhängiger und realistischer Konservativer einher, der sich nicht immer mit politisch Gleichgesinnten auf einer Linie befand. So sprach sich Heldring bereits 1945 für die Entkolonialisierung von Niederländisch-Ostindien aus, da er mangels internationaler Unterstützung keine Zukunft mehr für einen Verbleib dort sah. 1977 unterstützte er die Democraten 66, da er sie für das geeignetere Korrektiv zur PvdA hielt als der von dem späteren Ministerpräsidenten Dries van Agt vertretene christliche Konservatismus, dem er aufgrund seiner Abneigung gegenüber einer Verknüpfung von Politik und Religion skeptisch gegenüberstand. Heldring selbst war bis 1965 Mitglied der VVD.
Während des Kalten Krieges befürwortete Heldring Gespräche mit dem Ostblock aus einer Position der Stärke heraus, stellte aber nach dem Ende jener Epoche das weitere Bestandsrecht der NATO in Frage. Dies äußerte sich auch in seiner Ablehnung der niederländischen Beteiligung am Kosovo-Krieg, von dem er, trotz des Erreichens der Kriegsziele der NATO, auch im Nachhinein nicht überzeugt war. Heldring klagte auch die Scheinheiligkeit jener Menschen an, die sich gegen Antidemokratisches wenden würden, aber in früheren Jahren Anhänger kommunistischer Diktatoren gewesen seien.
Heldring hatte gegen einen Anflug von Elitarismus nichts einzuwenden, konstatierte er doch nüchtern eine natürliche Ungleichheit der Menschen. Ihnen gerate die Demokratie, welche die Fehlerhaftigkeit des Menschen erbe, als am wenigsten schlechte Regierungsform noch am ehesten zum Wohle. Dieses Menschenbild übertrug er auch auf die Nationen, denen mit der Aufrechterhaltung ihrer Eigenheiten besser gedient sei als mit einem Einheitsdenken. Von 1985 bis 1998 hat Heldring sich monatlich der Fehlerhaftigkeit des Menschen gewidmet in seiner Kolumne in spezieller Art und Weise, dann hat er schludrige Sprache in Politik und Medien zum Thema gemacht – unter anderem sehr zum Missfallen von Premier Lubbers, dem er eine wollige Sprache attestierte.

## Ehrungen und Auszeichnungen
- 1993: Ehrendoktor der Universität von Amsterdam
- 2007: Anne Vondelingprijs

## Werke
- Het verschil met anderen, Van Oorschot, Amsterdam 1975
- Moraal en buitenlandse politiek, Universitaire Pers Rotterdam, 1975
- Andermans veren, Balans, Amsterdam 1986
- Geschiedenis Na 1945, Utrecht, Aula 1988
- Een dilettant, Van Oorschot, Amsterdam 1989
- De taal op zichzelf is niets, Veen, Amsterdam/Antwerpen 1993
- Heel ons fundament kraakt en andere kanttekeningen, Van Oorschot, Amsterdam 2003
- De conservatieve uitdaging, Prometheus/NRC Handelsblad, Amsterdam/Rotterdam 2003